# Општина Муртер-Корнати
Муртер-Корнати је острвска општина у саставу Шибенско-книнске жупаније, у северној Далмацији, Република Хрватска. Према прелиминарним подацима са последњег пописа 2021. године у општини је живело 1.943 становника.

## Географија
Осим северозападног дела острва Муртер обухвата и архипелаг Корнати. Копнено граничи са општином Тисно.

## Историја
Општина се до територијалне реорганизације у Хрватској налазила у некадашњој великој општини Шибеник.

## Привреда
Становништво се бави бродоградњом, рибарством и туризмом.

## Насељена места
- Муртер
- Корнати

## Становништво
Према попису становништва из 2011. године, општина Муртер-Корнати је имала 2.044 становника.

### Попис2011.
На попису становништва 2011. године, општина Муртер-Корнати је имала 2.044 становника, следећег националног састава:
| Попис 2011.‍   | Попис 2011.‍ | Попис 2011.‍ | Попис 2011.‍ | Попис 2011.‍ |
| ------------- | ----------- | ----------- | ----------- | ----------- |
|               |             |             |             |             |
| Хрвати        | Хрвати      |             | 1.996       | 97,65%      |
| Срби          | Срби        |             | 11          | 0,54%       |
| остали        | остали      |             | 37          | 1,81%       |
| укупно: 2.044 |             |             |             |             |